# Stylophora (koraal)
Stylophora is een geslacht van koralen uit de familie van de Pocilloporidae.

## Soorten
- Stylophora contorta Ley
- Stylophora danae Milne Edwards & Haime, 1850
- Stylophora kuehlmanni Scheer & Pillai, 1983
- Stylophora madagascarensis Veron, 2000
- Stylophora mamillata Scheer & Pillai, 1983
- Stylophora pistillata Esper, 1797
- Stylophora subseriata (Ehrenberg, 1834)
- Stylophora wellsi Scheer, 1964

Niet geaccepteerde soorten:
- Stylophora cellulosa → Stylophora pistillata
- Stylophora flabellata
- Stylophora flagelalta
- Stylophora mordax → Stylophora pistillata